# Национален алианс (Турция)
Национален алианс (на турски: Millet İttifakı) е политическа коалиция в Турция, образувана за да се противопостави на преизбирането на президента Реджеп Таип Ердоган на президентските избори през 2018 г. Официално е създадена на 1 май 2018 г. и се състои от четири опозиционни партии – Републиканска народна партия, Партия на доброто, Партия на щастието и Демократическата партия. Три от тези партии излъчват кандидати на изборите – Мухарем Индже (Републиканска народна партия), Мерал Акшенер (Партия на доброто) и Темел Карамолаоглу (Партия на щастието).
Създаването на коалицията повлиява конституционния референдум през 2017 г. и последвалите конституционни изменения. Коалицията обединява групи, които са против желанието на президента Реджеп Тайип Ердоган да вземе цялата власт, като направи Турция от парламентарна в президентска република.